# Eriopidion
Eriopidion  é um gênero botânico da família Lamiaceae.

## Espécie
- Eriopidion strictum

## Nome e referências
Eriopidion (Benth.) R.M.Harley